# 9K52 Luna–M
A 9K52 Luna–M (oroszul Луна, magyarul hold) egy szovjet gyártmányú kis hatótávolságú ballisztikus rakétakomplexum. Az alkalmazott 9M21 rakéták irányítatlanok és szárny stabilizáltak. A rendszer NATO-kódja a FROG–7.
A 9M21 rakétákat gumikerekes 9P113 jelű hordozó-indító járműre telepítik, amely a 8×8 hajtásképletű ZiL–135 katonai teherautón alapszik. A hordozó-indító jármű rendelkezik egy hidraulikus daruval, amely segítségével a 9T29 szállítójárműről (szintén ZiL–135 teherautó) újra lehet tölteni a komplexumot. A 9M21 hatótávolsága 70 km, találati pontossága 500-700 méter között van. A rakéta robbanófeje 550 kg, amely lehet repesz-romboló, nukleáris vagy vegyi robbanótöltet. A 9M21 először 1965-ben jelent meg, majd a Szovjetunión kívül a Varsói Szerződés államaiban is elterjedt. A rakétát széles körben exportálták, így sok ország tulajdonába került. Az irak–iráni háború után Irak módosította hadrendjében álló 9M21-eseit megnövelve hatótávolságukat 90 km-re, robbanófejüket pedig kazettás lőszerre cserélték le. A rakétát a Laith–90 jelöléssel látták el.
A 2003-as iraki invázió során, a Karbala Gap-i csatában az amerikai 3. gyalogos hadosztály 2. dandárjának főhadiszállását eltalálta egy FROG–7 vagy egy Ababil–100 SSM rakéta, megölve három katonát. További 14 katona megsebesült, 22 jármű pedig megsemmisült vagy súlyosan megrongálódott, legtöbbjük páncélozatlan Humvee terepjárók.
A 2011-es, első líbiai polgárháború folyamán a Brit Királyi Légierő egyik gépe igazoltan megsemmisített egy FROG–7 hordozó-indító járművet, melyet a Kadhafihoz hű katonai erők birtokoltak.

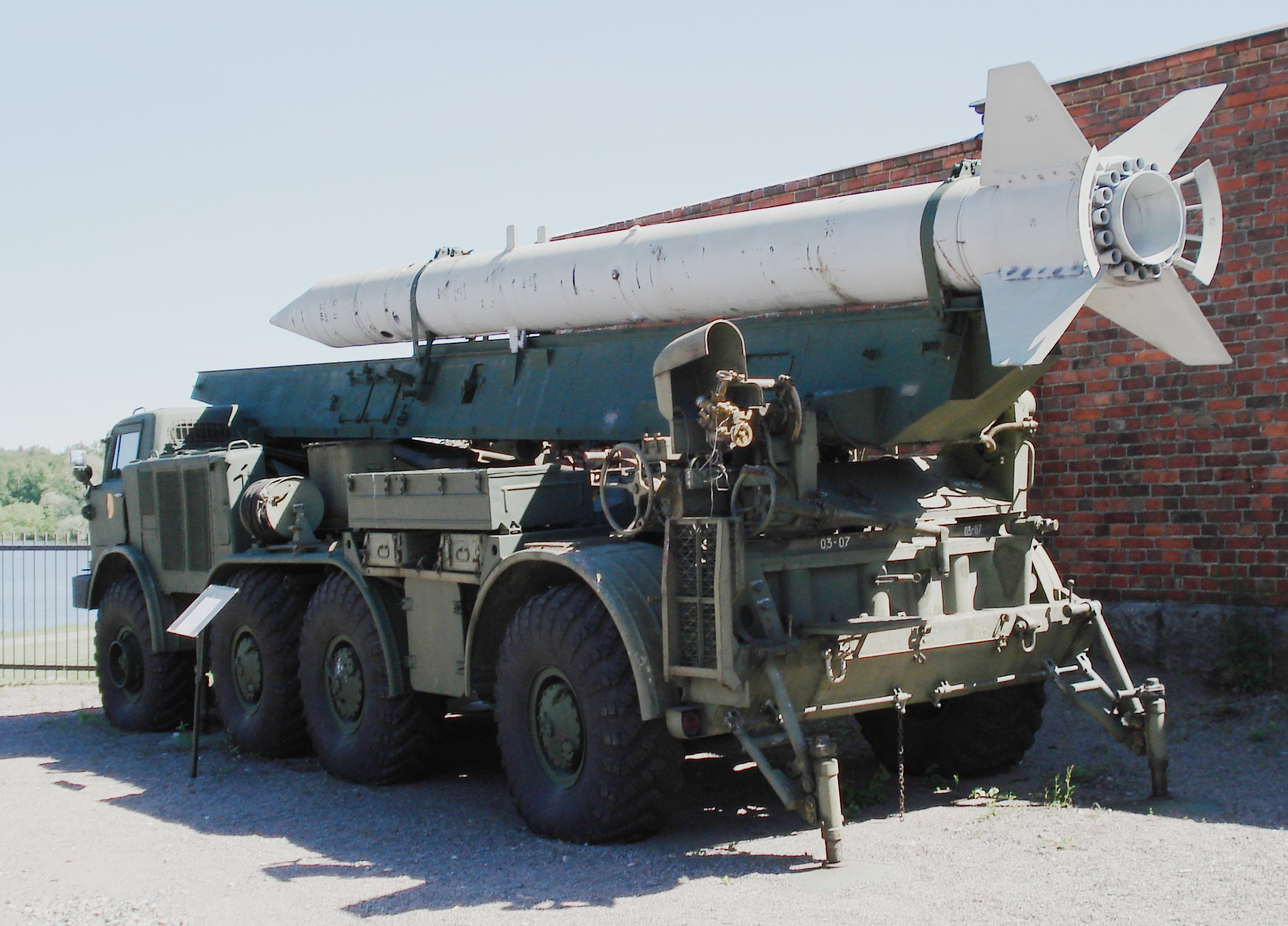
9K52 Luna–M

## Változatok
- 9M21B – 500 kg-os nukleáris robbanófejjel ellátott változat
- 9M21F – Repesz-romboló robbanófejjel ellátott változat
- 9M21G – 390 kg-os robbanófejjel ellátott változat
- Laith–90 – Iraki változat megnövelt hatótávolsággal és kazettás robbanófejjel

## Rendszeresítők
- Afganisztán
- Egyiptom – 288 darab
- Észak-Korea – 24 darab 9K52 és 2K6 Luna
- Fehéroroszország – 39 darab 9K52 és 9K79 Tocska
- Jemen – 12 darab
- Kuba – 65 darab
- Líbia – 45 darab
- Oroszország – néhány darab raktáron
- Szíria – 18 darab
- Ukrajna – 50 darab

### Korábbi rendszeresítők
- Algéria
- Bulgária
- Csehszlovákia
- Dél-Jemen
- Irak
- Jugoszlávia
- Kuvait – Iraktól zsákmányolt példányok az öbölháború és az iraki megszállás idejéből
- Lengyelország
- Magyarország
- Német Demokratikus Köztársaság
- Románia
- Szovjetunió

## Fordítás
- Ez a szócikk részben vagy egészben  a(z)   9K52 Luna-M című angol Wikipédia-szócikk ezen változatának fordításán alapul.  Az eredeti cikk szerkesztőit annak laptörténete sorolja fel. Ez a jelzés csupán a megfogalmazás eredetét és a szerzői jogokat jelzi, nem szolgál a cikkben szereplő információk forrásmegjelöléseként.